# قراوغلی ایبی
قراوغلی ایبی یک منطقهٔ مسکونی در ایران است که در بخش اسلام‌آباد واقع شده‌است. قراوغلی ایبی ۱۱۶ نفر جمعیت دارد.